# Allegaeon
Allegaeon ist eine US-amerikanische Death-Metal-Band aus Fort Collins, Colorado, die im Jahr 2008 gegründet wurde.

## Geschichte
Die Band wurde im frühen Sommer des Jahres 2008 gegründet. Noch im selben Jahr veröffentlichte die Band die erste, selbstbetitelte EP. Die EP wurde im Studio Magic Man unter der Leitung von Dave Otero (Cephalic Carnage, Martriden, Cobalt) produziert. Danach folgten einige Live-Auftritte. Dadurch wurde Metal Blade Records auf die Band aufmerksam. Im Januar 2010 begab sich die Band wieder mit Dave Otero in das Studio Flatline Audio, um dort das Debütalbum Fragments of Form and Function aufzunehmen. Das Album wurde im Juli desselben Jahres über Metal Blade Records veröffentlicht.
Im Jahr 2011 erhielt die Band mit JP Andrade einen neuen Schlagzeuger. Zudem begab sich die Band im Dezember mit Produzent Daniel Castleman (As I Lay Dying, Carnifex, Molotov Solution) in die Lambesis Studios in San Diego, Kalifornien, um ein neues Album aufzunehmen, das Anfang Mai 2012 mit dem Titel Formshifter über Metal Blade Records veröffentlicht wurde.

## Stil
Die Band spielt eine technisch sehr anspruchsvolle Version des aus Göteborg stammenden Melodic Death Metal und ist dabei vergleichbar mit Dark Tranquillity. Ihre Musik wird oft als „Technical Melodic Death Metal“ bezeichnet.

## Diskografie
- 2008: Allegaeon (EP, Eigenveröffentlichung)
- 2010: Fragments of Form and Function (Album, Metal Blade Records)
- 2012: Formshifter (Album, Metal Blade Records)
- 2014: Elements of the Infinite (Album, Metal Blade Records)
- 2016: Proponent for Sentience (Album, Metal Blade Records)
- 2019: Apoptosis (Album, Metal Blade Records)
- 2022: Damnum (Album, Metal Blade Records)
- 2025: The Ossuary Lens (Album, Metal Blade Records)